# Lulinha
Luiz Marcelo Morais dos Reis (* 10. April 1990 in Mauá), auch bekannt als Lulinha, ist ein brasilianischer Fußballspieler.

## Karriere
Lulinha spielt seit 2006 in der A-Mannschaft Corinthians São Paulo, nachdem er schon in der Jugend des Vereins gespielt hat. Der 1,71 m große Beidfüßer spielt als offensiver Mittelfeldspieler mit der Rückennummer 19.
Bei der U-17 Südamerika-Meisterschaft 2007 wurde er mit 12 Toren in 7 Spielen Torschützenkönig, dem bis dato höchsten jemals erzielten Wert. Bei den panamerikanischen Spielen erzielte er in 3 Spielen 3 Tore.
Trotz vieler Spekulationen um einen Wechsel Lulinhas nach Europa unterzeichnete der Spielmacher Ende 2007 einen Vertrag bis 2012 bei Corinthians São Paulo. Er hat eine Ausstiegsklausel von 50 Millionen US-Dollar. Dabei hält der Spieler selbst 25 % seiner Transferrechte.
Für die Saison 2009/2010 wurde Lulinha an den portugiesischen Zweitligisten GD Estoril-Praia verliehen und erzielte in 32 Pflichtspielen 5 Tore.

## Erfolge
Corinthians
- Série B: 2008
- Staatsmeisterschaft von São Paulo: 2009

Bahia
- Staatsmeisterschaft von Bahia: 2012

Ceará
- Staatsmeisterschaft von Ceará: 2013

Botafogo
- Série B: 2015

Nationalmannschaft
- U-17-Fußball-Südamerikameisterschaft. 2007